# Ситроен ZX
Citroën ZX е малък семеен автомобил, произвеждан от френския производител Citroën между 1991 и 1998 г. През 1993 г. Citroën ZX шаси е използвано също и за Peugeot 306. През 1997 г. моделът ZX вече е остарял в сравнение с конкурентните модели от новата серия на Volkswagen Golf или Opel Astra и производителя Citroën решава да го подмени с друг по-нов модел автомобил. Европейското производство и продажбите на ZX са прекратени през 1998 г. с производството и замяната с Citroën Xsara.

## Общ преглед
ZX стартира на 16 март 1991 г. Вътрешно пространство и стойността на модела ZX получава похвали от критиците и потребителите. Особено добро е конструктивното решение задната седалка да е монтирана на плъзгаща се платформа, която позволява да бъде премествана назад, за да се увеличи пространство за краката на задните пътници, или напред, за да се увеличи товарното пространство. ZX спецификация е добра за класа си, с разнообразие от модификации на основния модел и с технически нововъведения – сервоусилвател на волана, ел. стъкла, въздушна възглавница и антиблокираща спирачна система (ABS), като опция или стандартно оборудване.
Въпреки това „ZX“ е критикувана за липсата на качество, особено в интериора си, както и вложените тънки пластмасови плоскости и нетрайни материали за оформяне комфорта в пътническия салон на автомобилите. Въпреки че дизеловите двигатели са много трайни (400 000 километра само с основно обслужване по колата)бензиновите двигатели получават някои критики за тяхната ненадеждност.
Използването на познатата гама от двигатели на PSA Peugeot Citroën, доведоха до технически подход от традиционен тип – предни задвижващи колела с напречно разположен двигател. Шасито е проектирано усилено за да осигури по-добра защита при страничен удар. Предният мост е стандартен с носачи и система Мак-Ферсън (MacPherson) окачване. Задният мост е изпълнен необичайно – самостоятелно управление на задната ос с т. нар. пасивен заден волан. Захващането на задната ос е със специални гумени тампони, което прави в някаква степен подвижно задното окачване и със стабилизиращите щанги задната ос се измества и спомага за преминаването през кривата на пътя с по-висока скорост. Тази система работи добре при движение с определена скорост. При движение с ниска скорост или в стационарно състояние на автомобила системата не работи. Хоризонталната стабилизираща торсионна щанга е ниско разположена, за да позволи багажният отсек да бъде просторен. Гамата дизеловите и бензинови двигатели са скосени, доколкото е възможно, за да се вместят в двигателния отсек. С оглед преместване центъра на тежестта, инженерите от PSA поставят по-голямото тегло на двигателя зад линията на предния мост, като същевременно с това се подобрява разпределението на теглото при натоварването на двете оси и се свежда до минимум проблема с ъгъла на отклоняване на предните колела при завиване. Спирачната система е смесена, с дискове отпред и барабани отзад.

## Нива на оборудване
По времето на старта си гамата ZX се състои от четири индивидуални нива на оборудване – базовият модел е „Reflex“, насочен към младите хора. В непосредствена близост като модел е „Avantage“, предназначен като фамилен автомобил, и лукс серията „Aura“. Финалната модификация е относително спортен модел „Volcane“ с по-твърдо окачване. „Volcane“ TD е модел с дизелов двигател. С течение на времето в процеса на производство са въведени допълнителни модели, включително „Furio“ – по-евтин спортен модел с 16-клапанов двигател с високи технически показатели и много специални подобрения.

## Двигатели
ZX е автомобил тип седан и първоначално се предлага в разновидността хечбек с три или пет врати. Водещ в класа е с пет врати. Комби е добавен към гамата през 1993 г. Тя се предлага с бензинови двигатели от 1,1 l до 2 l, както и три 1,9 l дизелови двигатели, включително и високо оценен турбодизел, който е един от най-добрите дизелови двигатели в своя клас.